# Стефан Остоя
Стефан Остоя (босн. Stjepan Ostoja) — король Боснії з династії Котроманічів у 1398–1404 та 1409–1418 роках.

## Життєпис
Точне походження Стефана Остої наразі залишається нез'ясованим, відомо тільки, що він належить до родини Котроманічів. За найпоширенішою версією Стефан Остоя був незаконнонародженим сином першого короля Боснії Твртко I.
Після того як могутню знать Боснії перестала влаштовувати влада королеви Олени Груби, вони підготували зміну правителя. Одним з головних ініціаторів усунення Олени був могутній вельможа Хрвоє Вукчич Хрватинич. Будучи принциповим противником угорського короля Сигізмунда, Вукчич бажав мати на боснійському престолі цілковито свою креатуру. Заміна на престолі Олени на Стефана Остою була реалізована 1398 року, причому жодних репресій проти скинутої королеви не було, вона продовжувала жити при дворі. Сигізмунд поставився до усунення Олени вороже, однак заклопотаний іншими справами не зміг виставити проти Боснії великі сили. Після кількох сутичок угорська армія була змушена відступити.
Сильно залежний від Вукчича Стефан Остоя підтримав Ладислава Неапольського у боротьбі за угорський трон, усіляко сприяв тому, щоб далматинські міста визнали Владислава законним королем Угорщини. Можливо, намагаючись вийти з-під контролю Вукчіча, король 1403 року за власною ініціативою розпочав війну з Рагузою (Дубровником), використовуючи як привід те, що Дубровник надав притулок низці особистих ворогів короля. Після нетривалого конфлікту з Дубровницькою республікою Остоя несподівано пішов на мир із королем Сигізмундом, усвідомлюючи, що Владислав у боротьбі за горський трон має мало шансів. Примирення із Сигізмундом спричинило різку ворожість у відношенні до Остої з боку Хрвоє Вукчича.
1404 року Хрвоє Вукчич та інші представники знаті усунули Остою від влади й замінили його на брата Твртко II. Остоя був змушений втекти до Угорщини, де принизливо прохав Сигізмунда про допомогу проти Вукчича. Оскільки останній був прибічником Владислава й ворогом Сигізмунда, угорський король надав Остої армію, яка, однак, змогла завоювати тільки Бобовац. Влада Остої з цього моменту поширювалась тільки на Бобовац, де перебував угорський гарнізон, та його околиці; рештою Боснії номінально правив Твртко II, а фактично Хрвоє Вукчич Хрватинич, який на той момент досягнув піку своєї могутності, будучи баном Хорватії, Великим князем Боснії та герцогом Спліта.
За кілька років розстановка сил, однак, змінилась. Сигізмунд домігся вирішальної переваги у своїй боротьбі з хорватами та Владиславом Неапольським, що дозволило йому, зрештою, кинути проти Боснії свої головні сили. 1408 року 60-тисячна королівська армія вщент розбила боснійців під Добором. Могутність Вукчича та інших князів була зламана, а Стефан Остоя знову зійшов на трон. Після свого повторного воцаріння Остоя визнав себе васалом Сигізмунда.
Після смерті Хрвоє Вукчича 1416 року король Остоя розлучився зі своєю дружиною Куявою з дому Раденович та одружився з вдовою Вукчича Єленою Неліпчич, заволодівши таким чином більшою частиною земель Вукчича. Останні роки життя короля ознаменував хаос, який запанував у Боснії через численні братерські конфлікти та зведення рахунків між знаттю, в яких брав участь і сам король. Остоя помер 1418 року, йому спадкував його син Стефан Остоїч.